# L'Apothéose de sainte Ursule et ses compagnes
 (signalé en juin 2025).
Si vous disposez d'ouvrages ou d'articles de référence ou si vous connaissez des sites web de qualité traitant du thème abordé ici, merci de compléter l'article en donnant les références utiles à sa vérifiabilité et en les liant à la section « Notes et références ».
- Archive Wikiwix
- Bing
- Cairn
- DuckDuckGo
- E. Universalis
- Gallica
- Google
- G. Books
- G. News
- G. Scholar
- Persée
- Qwant
- (zh) Baidu
- (ru) Yandex
- (wd) trouver des œuvres sur Wikidata

L'Apothéose de sainte Ursule et ses compagnes est un tableau réalisé par Vittore Carpaccio. Signé et daté de 1491, il s'agit du deuxième épisode peint pour La Légende de sainte Ursule, déjà à la Scuola di Sant'Orsola à Venise. Du point de vue du développement de l'histoire, c'est le dernier.

## La légende
Carpaccio a suivi une Passio selon laquelle la chrétienne sainte Ursule, fille du roi de Bretagne, acceptait d'épouser un jeune prince anglais païen, à condition qu'il se convertisse et parte avec elle en pèlerinage à travers l'Europe. Les deux furent unis en mariage à Rome par le pape Cyriaque, qui les suivit lors du voyage de retour, au cours duquel les pèlerins débarquèrent à Cologne occupée par les Huns d'Attila, qui martyrisèrent Ursule, son époux, le pape et les 11 000 compagnes de la princesse.
La Passio reprend des événements réels. Beaucoup de éléments narratifs ne sont pas plausibles : tout d'abord, il n'y a jamais eu de pape nommé Cyriaque, même s'il est possible que ce soit Siricius,  qui n'est pas mort martyr. Le mari de la princesse, identifiable au souverain britannique Conan Mériadec, après la célébration de leur mariage et la naissance de leur fils (personnage absent de tous les textes hagiographiques) retourna avec ce dernier dans son pays natal, sans pour autant affronter une fin violente. Le nombre exact des compagnes vierges d'Ursule est inconnu ; il était certainement bien inférieur à onze mille (le malentendu provient soit d'une erreur de transcription de la mention indiquant le « martyre d'Ursule et de ses compagnes ad undecim milia », soit de l'endroit situé à onze milles de la ville de Cologne). Quant au roi Hun, il est impossible que ce soit Attila, étant donné qu'il est né en 395, l'année même de la mort de Conan ; plus vraisemblablement ce fut Melga, qui, avec le roi des Pictes, tua toutes le vierges. Le massacre n'aurait pas eu lieu uniquement à Cologne : des vierges auraient été tuées auparavant lors de leurs déplacements d'un royaume à l'autre, à l'époque où Conan travaillait à peupler son territoire en accord avec Dionotus, le père d'Ursule, qui lui avait envoyé un total de 72 000 vierges.
Certains[Qui ?] accréditent une histoire différente, selon laquelle Ursule et ses compagnes étaient des jeunes filles martyrisées sous Dioclétien, sur la base d'une ancienne épigraphe trouvée à Cologne.

## Description
La scène montre Ursule en apothéose sur un palmier (symbole du martyre), dans un nimbe de lumière parmi des anges aux rubans qui lui offrent une couronne tandis qu'au-dessus Dieu lui tend les bras pour l'accueillir au ciel. Ci-dessous se trouvent la multitude de martyrs de Cologne agenouillés, en particulier les 11 000 vierges mais aussi des figures masculines comme le prince et le pape. À l'extrême gauche se trouvent trois jeunes hommes debout : ils sont identifiés avec les fils de Antonio Loredan, défenseur de Scutari contre les Turcs. L'exploit d'Antonio est également rappelé par la forteresse en arrière-plan.